# 棘鳞海蛇
棘鳞海蛇（学名：Hydrophis stokesii）为眼镜蛇科海蛇属的爬行动物。分布于印度、斯里兰卡沿海经泰国湾向东到南海及台湾海峡、印度尼西亚到巴布亚新几内亚、澳大利亚等地。该物种的模式产地在澳大利亚海域。